# Liste der Superintendenten und Generalsuperintendenten in Altenburg
Mit der Einführung der Reformation wurde in der Stadt Altenburg das Amt eines Superintendenten geschaffen, der die geistliche Aufsicht über die Pfarrer (später auch die Schulen) der Stadt und des Landgebiets ausübte. Die Superintendenten hatten zugleich ein Predigtamt an St. Bartholomäi. Nachdem 1603 das Herzogtum Sachsen-Altenburg ein eigenständiges Territorium geworden war, wurden die Superintendenten zu Generalsuperintendenten, da sie nun auch die Aufsicht über die anderen Superintendenten des Landes hatten. Diese übten sie zusammen mit dem 1612 gegründeten Konsistorium Altenburg aus, in dem sie als Räte bzw. Assessoren mitwirkten. Dies blieb auch so, als das Territorium zwischen 1672 und 1826 ein Teil des  Herzogtums Sachsen-Gotha-Altenburg war. In der Zeit des zweiten Herzogtums Sachsen-Altenburg (1826–1918) und des Freistaats Sachsen-Altenburg waren die Generalsuperintendenten wieder die obersten Repräsentanten des evangelischen Kirchenwesens ihres Landes.
Es amtierten:
- 1523–1525 Wenzeslaus Linck
- 1525–1545 Georg Spalatin
- 1545–1553 Augustin Himmel
- 1554–1562 Alexius Bresnicer
- 1562–1568 Andreas Misenus
- 1568–1573 Alexius Bresnicer
- 1573–1578 Esaias Oßwald
- 1578–1591 Kaspar Bienemann (Melissander)
- 1592–1595 Johann Josua Löner
- 1595–1610 Balthasar Müller
- 1610–1615 Abraham  Suarinus
- 1616–1624 Heinrich Eckhard
- 1624–1642 Ägidius Hunnius der Jüngere
- 1642–1656 Martin Caselius
- 1656–1689 Johann Christfried Sagittarius
- 1690–1708 Heinrich Matthias von Broke
- 1708–1712 Friedrich Schmidt (kommissarisch)
- 1712–1730 Karl Andreas Redel
- 1731–1747 Christian Löber
- 1748–1750 Johann Christian Stemler
- 1751–1767 Johann Caspar Reuchlin
- 1768–1799 Gotthilf Friedemann Löber
- 1801–1822 Hermann Christoph Gottfried Demme
- 1823–1828 Christian Gottlob Großmann
- 1829–1832 Johann Georg Karl Pflug
- 1834–1840 Friedrich Hesekiel
- 1840–1842 vakant
- 1842–1851 Friedrich Gotthilf Fritsche
- 1852–1879 Karl Braune
- 1880–1894 Wilhelm Rogge
- 1895–1919 Albert Lohoff
- 1919–1921 Wilhelm Reichardt